# Черняк Інна Миколаївна
Інна Миколаївна Черняк (нар. 26 березня 1988 (37 років) , Запоріжжя ) — українська самбістка та дзюдоїстка,
чемпіон літніх Паралімпійських ігор у Ріо-де-Жанейро та Європейських ігор у Баку, срібна призерка літньої Універсіади в Казані.

## Біографія
У 13-річному віці разом з сестрою Мариною розпочали тренування з дзюдо. Дівчатам тоді запропонував займатися дзюдо їх майбутній тренер Андрій Бондарчук.

### Універсіада 2013
На літній Універсіаді, яка проходила з 6-о по 17-е липня у Казані, Інна представляла Україну у самбо у ваговій категорії до 52 кг. та завоювала срібну нагороду. Українка провела чотири сутички. Спочатку вона поборола італійку Роксану Галус — 14:1. Після цього у чвертьфіналі з рахунком 9:1 здолала Ельзу Абдикадирову з Казахстану. Далі був у півфіналі змагалась з китаянкою Фангфанг Чен, яку перемогала з рахунком 7:0. У фіналі Черняк чекала росіянка Ганна Харитонова, цього разу сильнішою була суперниця — 0:2.

### Європейські ігри 2015
На 1-х Європейських іграх (Баку) у червні 2015 року перемогла в категорії до 57 кг серед спортсменок з вадами зору.

### Паралімпійські ігри 2016

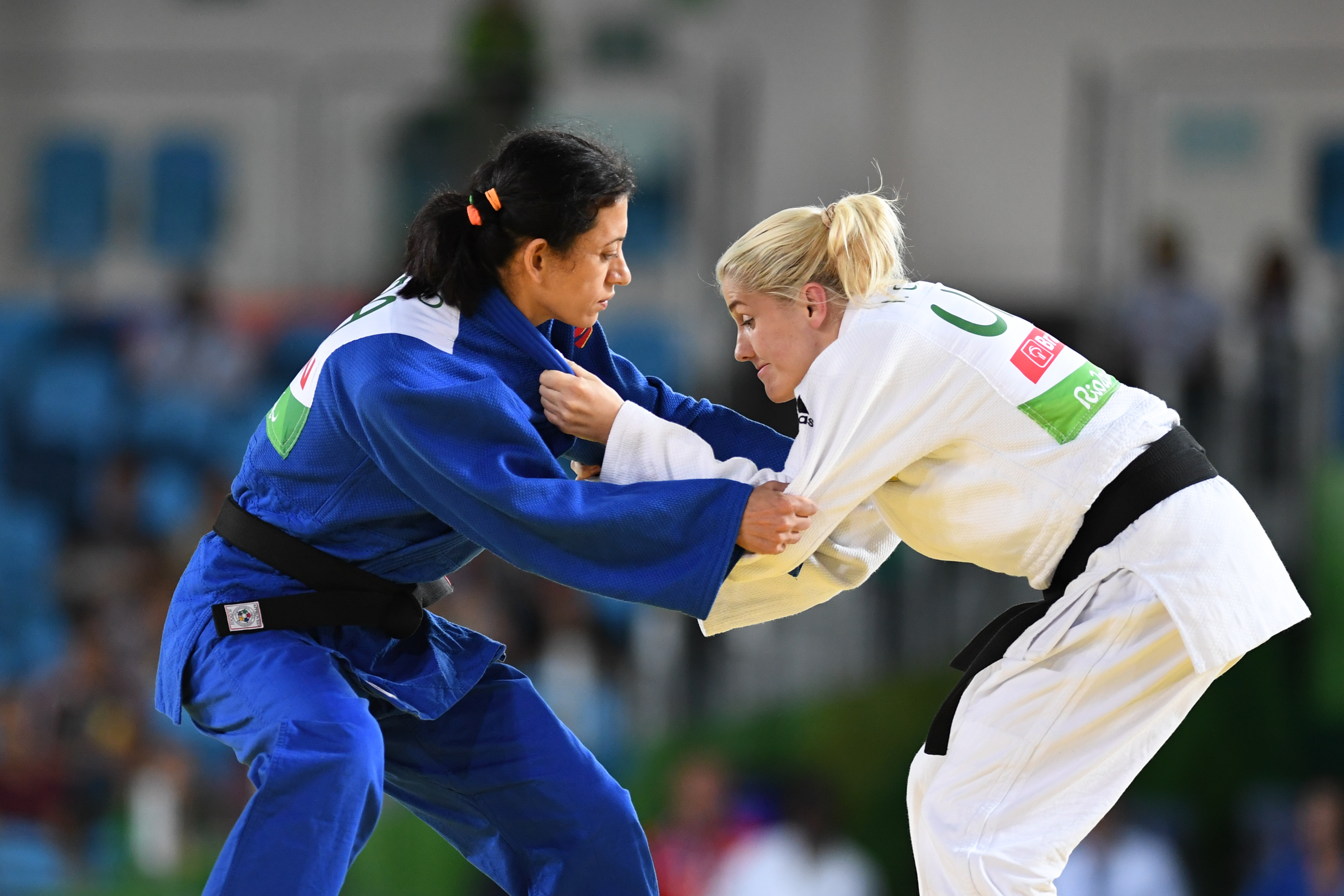
Паралімпійський фінал із бразильянкою Люсією Тейшейрою

9 вересня 2016 року українська дзюдоїстка Інна Черняк виборола золото Паралімпійських ігор у змаганнях серед людей з обмеженим зором. На шляху до фіналу у ваговій категорії до 57 кг українка здолала Флору Бураниї з Угорщини та Хану Сео з Південної Кореї. У фіналі українці протистояла опонентка з Бразилії Люсія Да Сілва Тейшейра Араужо. Поєдинок тривав лише 20 секунд, після чого Черняк здобула дострокову перемогу.

### 2019
Виборола золоту нагороду на Чемпіонаті Європи з дзюдо серед спортсменів з порушеннями зору 2019 в категорії в/к до 52 к.

## Державні нагороди
- Орден княгині Ольги II ст. (4 жовтня 2016) — За досягнення високих спортивних результатів на XV літніх Паралімпійських іграх 2016 року в місті Ріо-де-Жанейро (Федеративна Республіка Бразилія), виявлені мужність, самовідданість та волю до перемоги, утвердження міжнародного авторитету України[6]
- Орден княгині Ольги III ст. (25 липня 2013) — за досягнення високих спортивних результатів на XXVII Всесвітній літній Універсіаді в Казані, виявлені самовідданість та волю до перемоги, піднесення міжнародного авторитету України[7]